# Кам'янка (Черкаська область)
Ка́м'янка — місто в Черкаському районі Черкаської області України, центр Кам'янської міської громади.

## Географія
Розташоване в південно-східній частині Черкаської області на річці Тясмин, правій притоці Дніпра за 62 км від обласного центру — міста Черкаси біля автошляху Н01. Однойменна залізнична станція на лінії Київ — Знам'янка.

### Клімат
Місто Кам'янка знаходяться в межах вологого континентального клімату із теплим літом, але діяльність людини призводить до поганих змін та глобального потепління.

## Історія
У XVII столітті це було сотенне містечко Чигиринського полку. За Прутським трактатом 1711 року між Росією й Туреччиною містечко потрапило під владу Польщі. З 1756 року воно належало князям Любомирським, а після поділу Польщі стало власністю російського поміщика Л. Давидова, від котрого перейшло в спадщину до його сина, який пізніше взяв участь у декабристському русі. Саме в Кам'янку приїжджали офіцери російської армії, щоб утворити Південне товариство. Всі вони брали участь у війні з Наполеоном, бачили Європу й захопилися демократичними ідеями. Вони переконалися, що монархічний чиновницько-бюрократичний лад Росії суперечить європейським революційним ідеям про свободу, рівність, братерство, що царизм став гальмом у розвитку країни. Члени товариства задумали змінити суспільство революційним шляхом, створивши задля цього таємну організацію. Саме в Кам'янці знаходилася філія Південного товариства (головна управа якого була в Тульчині) революціонерів, яких пізніше назвуть декабристами.
У Кам'янку 1820 року приїздив О. Пушкін. Одним із найулюбленіших місць відпочинку поета була скеля посеред течії Тясмину, котру тепер називають Пушкінською. Саме там під впливом захоплення Марією Раєвською Пушкін на скелі написав славнозвісні вірші «Я пережил свои желанья», «Нереида», «Редеет облаков летучая гряда», там він закінчив і романтичну поему «Кавказский пленник». Пушкін також бував у гроті, пам'ятці архітектури XVIII століття, що служив місцем для таємних зустрічей декабристів. На його гранітному півколі були написані слова Рилєєва: «Нет примиренья, нет условий между тираном и рабом».
У Кам'янці неодноразово бував і писав свої твори великий українсько-російський композитор П. Чайковський, який приїздив до своєї молодшої сестри Олександри, що була одружена з сином декабриста — Л. В. Давидовим. Там, над Тясмином, у Кам'янці композитор створив найкращі свої твори — опери «Євгеній Онєгін», «Мазепа», «Орлеанська діва», «Черевички»; балети «Лебедине озеро», «Спляча красуня», розпочав писати українську симфонію. Саме в Кам'янці композитор неодноразово чув гру і спів кобзарів, захоплювався народними піснями та легендами, що справили на його творчість великий вплив. Нині в колишній садибі Давидових, так званому Зеленому будинку, діє Літературно-меморіальний музей О. Пушкіна та П. Чайковського, а в парку встановлено їм пам'ятники.
18 листопада 2017 року Святійший Патріарх Київський і всієї Руси-України Філарет звершив Чин освячення новозбудованого храму на честь Покрови Пресвятої Богородиці.
З 2017 року шляхом об'єднання сільських рад місто Кам'янка — адміністративний центр громади.

### Епідемія коронавірусу
29 березня 2020 року із 46 інфікованих коронавірусом в межах Черкаської області (43 виявлено тільки за останню добу) 23 - з міста Кам’янка. У Кам'янці 5 медпрацівників інфікувалися.
Місто стало одним із епіцентрів епідемії на Черкащині.
У Кам'янці 29 березня ввели комендантську годину із 8 вечора до шостої ранку. Багато інфікувалися від водія маршрутки, якого ще 27 березня поклали до лікарні.

## Населення

### Чисельність
Населення — 11 857 осіб у 2017, 12 956 осіб у 2011, 14 291 особа у 2007, 15 109 осіб у 2001, 14 400 осіб у 2004 та 14 800 осіб у 1972 роках.

### Національний склад
Розподіл населення за національністю за даними перепису 2001 року:
| Національність  | Відсоток |
| --------------- | -------- |
| українці        | 94,82%   |
| росіяни         | 4,27%    |
| білоруси        | 0,32%    |
| роми            | 0,13%    |
| євреї           | 0,11%    |
| інші/не вказали | 0,35%    |

### Мова
Розподіл населення за рідною мовою за даними перепису 2001 року:
| Мова            | Чисельність, осіб | Відсоток |
| --------------- | ----------------- | -------- |
| Українська      | 14 408            | 95,78%   |
| Російська       | 595               | 3,96%    |
| Білоруська      | 18                | 0,12%    |
| Ромська         | 7                 | 0,05%    |
| Румунська       | 4                 | 0,03%    |
| Гагаузька       | 1                 | 0,01%    |
| Інші/Не вказали | 10                | 0,05%    |
| Разом           | 15 043            | 100%     |

## Економіка
- Кам'янський машинобудівний завод[11];

Верстатний парк заводу дозволяє виробляти практично будь-яку механічну обробку, обмежуючись лише геометричними розмірами заготовок, а саме: токарних (зокрема й на верстатах з ЧПУ), фрезерну, зубошліфувальні (до 5-го ступеня точності включно), плоске і кругле шліфування, плоске і кругле доведення. Наявність термоконстантного цеху дозволяє виготовляти деталі високого класу точності.
- ДП «Кам’янський спиртогорілчаний комбінат»;
- ВАТ «Кам’янський завод продтоварів»;
- ТОВ «АСТІ Кам’янський елеватор»
- ДП «Кам’янський лісгосп»
- ТОВ «Інтербудтехсервіс»

## Музеї

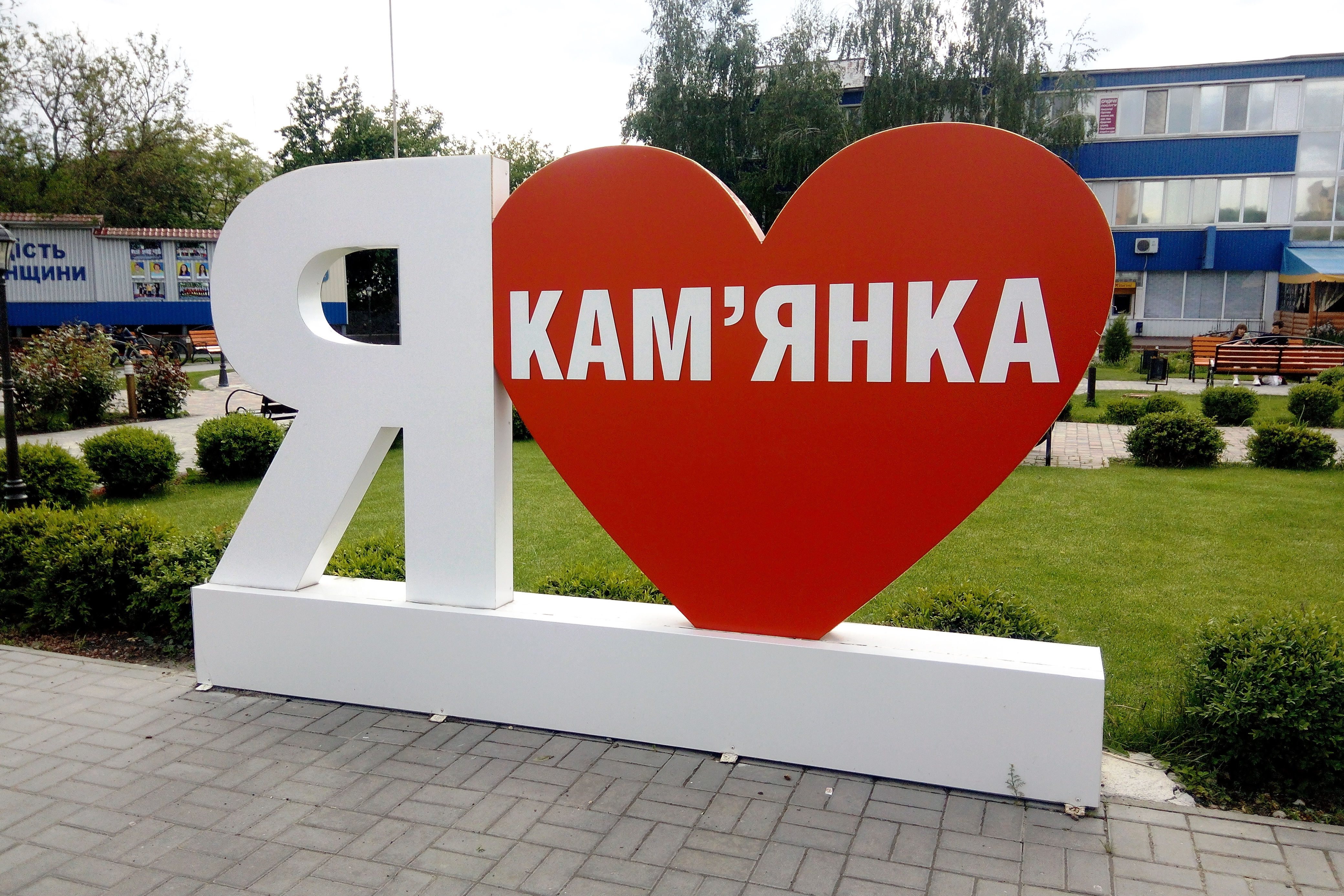
Стела «Я люблю Кам'янку»

- Кам'янська картинна галерея — вул. Декабристів, 15;
- Кам'янський державний історико-культурний заповідник — вул. Декабристів, 5;
- Історичний музей Кам'янського державного історико-культурного заповідника — вул. Декабристів, 5;
- Меморіальний музей Зелений будиночок — вул. Героїв Майдану, 42.

## Парки
- Парк початку ХІХ ст.

## Туризм
- Тясминський каньйон
- Тарапунський заказник

## Відомі люди

### Народилися
- Борисенко Сергій Юрійович (нар. 1994) — солдат Збройних сил України, учасник російсько-української війни.
- Войцехівський Євген Вікторович (1979—2014) — командир підрозділу «Холодний яр», боєць батальйону Айдар.
- Губер Борис Андрійович (1903—1937) — російський радянський прозаїк та поет, літературний критик.
- Михайло Задніпровський (1924—1980) — український актор, народний артист УРСР.
- Кравченко Федір Тихонович (1906—1985) — український культурний діяч письменник.
- П. Я. Куценко (1908—1983) — український художник-графік.
- мистецтвознавець І. О. Волошин (1908—1986),
- композитор Л. З. Любовський (1937),
- фольклорист і етнограф Т. Ф. Онопа (1902—1971),
- Герої Соціалістичної праці Т. П. Кравченко і М. П. Іванченко.
- Губер Олександр Андрійович Історик, академік АН СРСР, голова товариства радянсько-індонезійської дружби .
- Отнякіна-Бердник Ольга Миколаївна (* 1962) — українська художниця-керамістка.

## Цікаві факти
- На честь міста названо астероїд 5385 Кам'янка
- Повінь у Центральній Україні (1980)

## Світлини

Пам'ятник О. С. Пушкіну
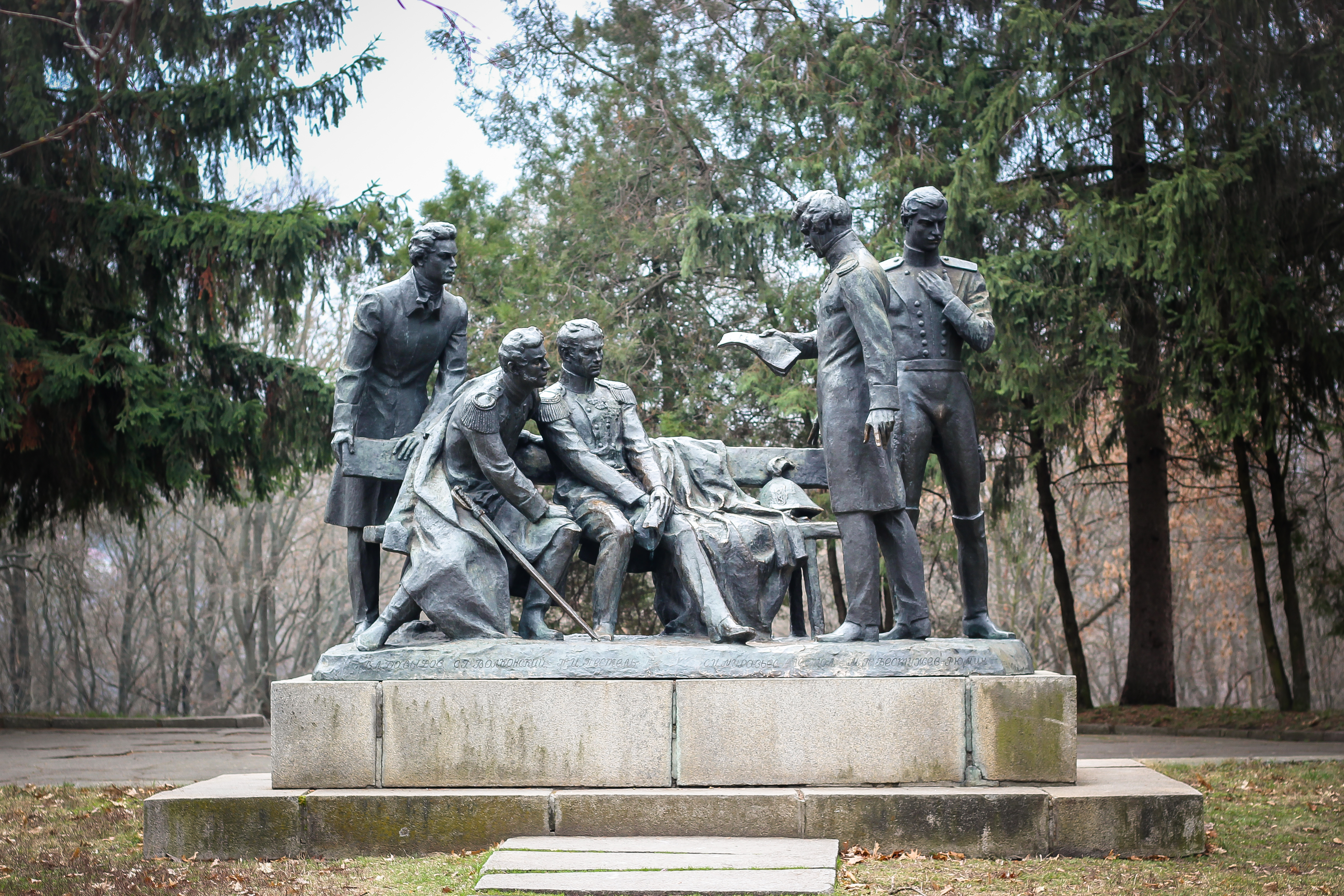
Пам'ятник декабристам
Річка Тясмин
Зелений млинок
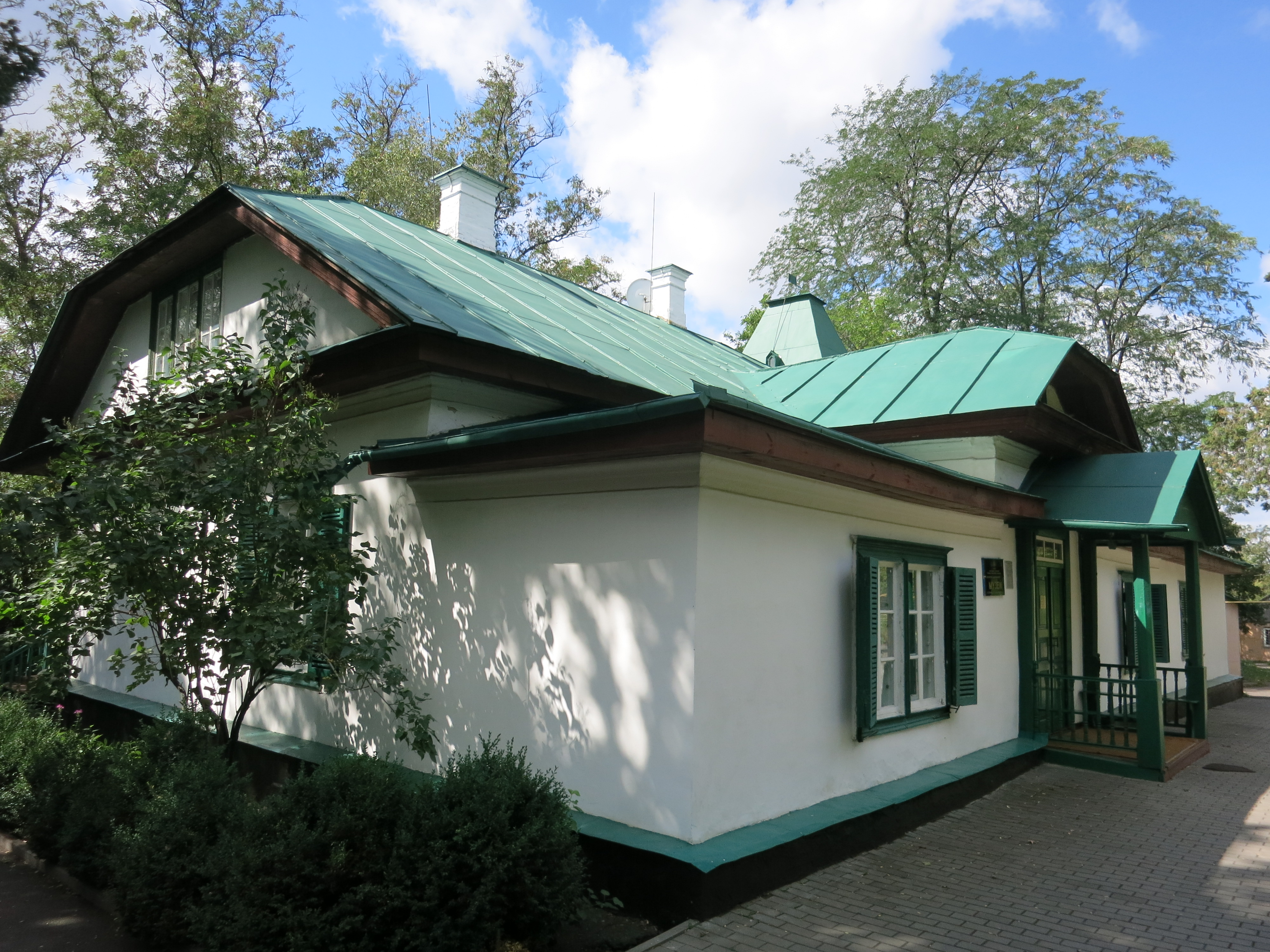
Садиба Давидових
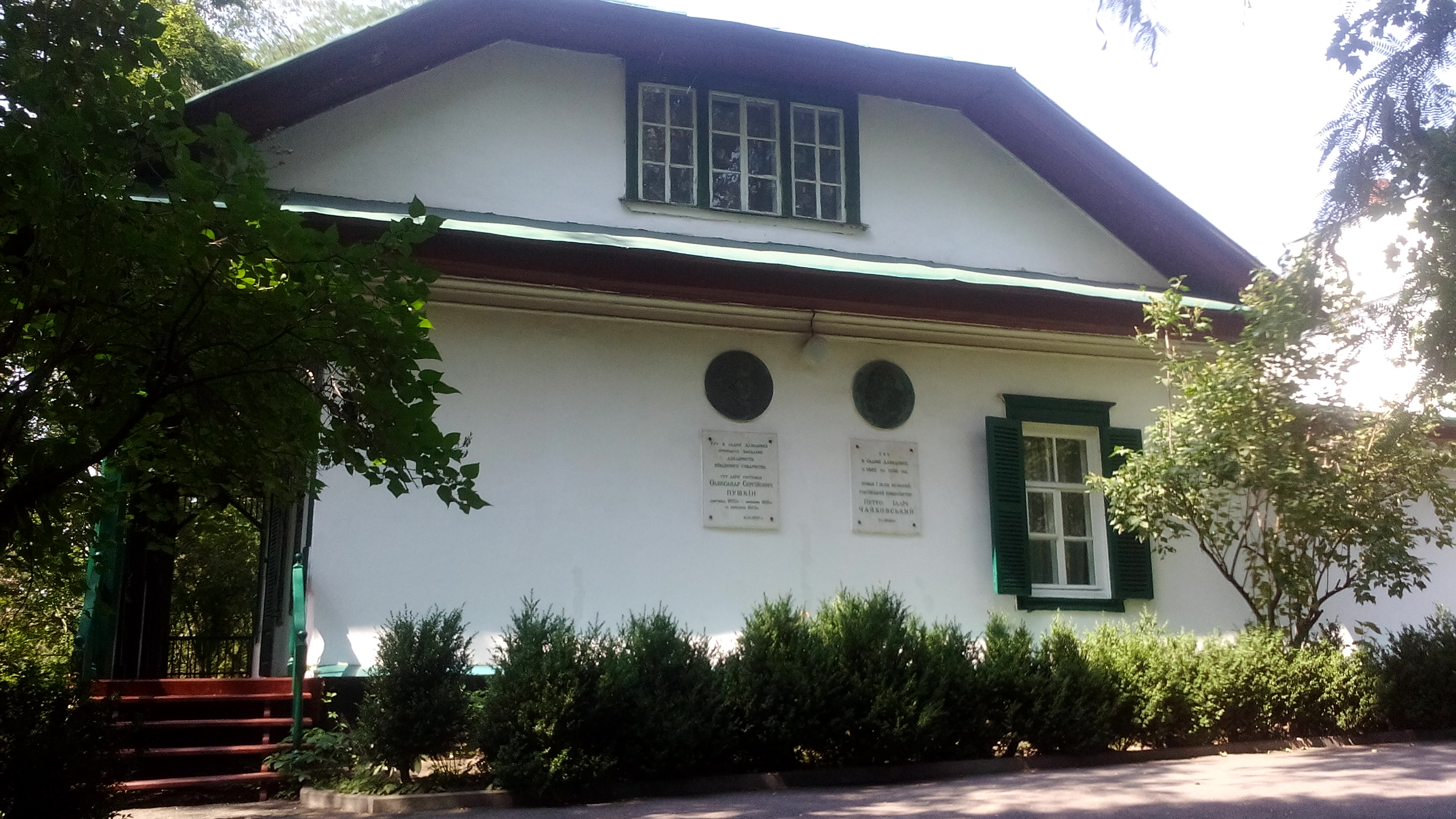
Садиба Давидових
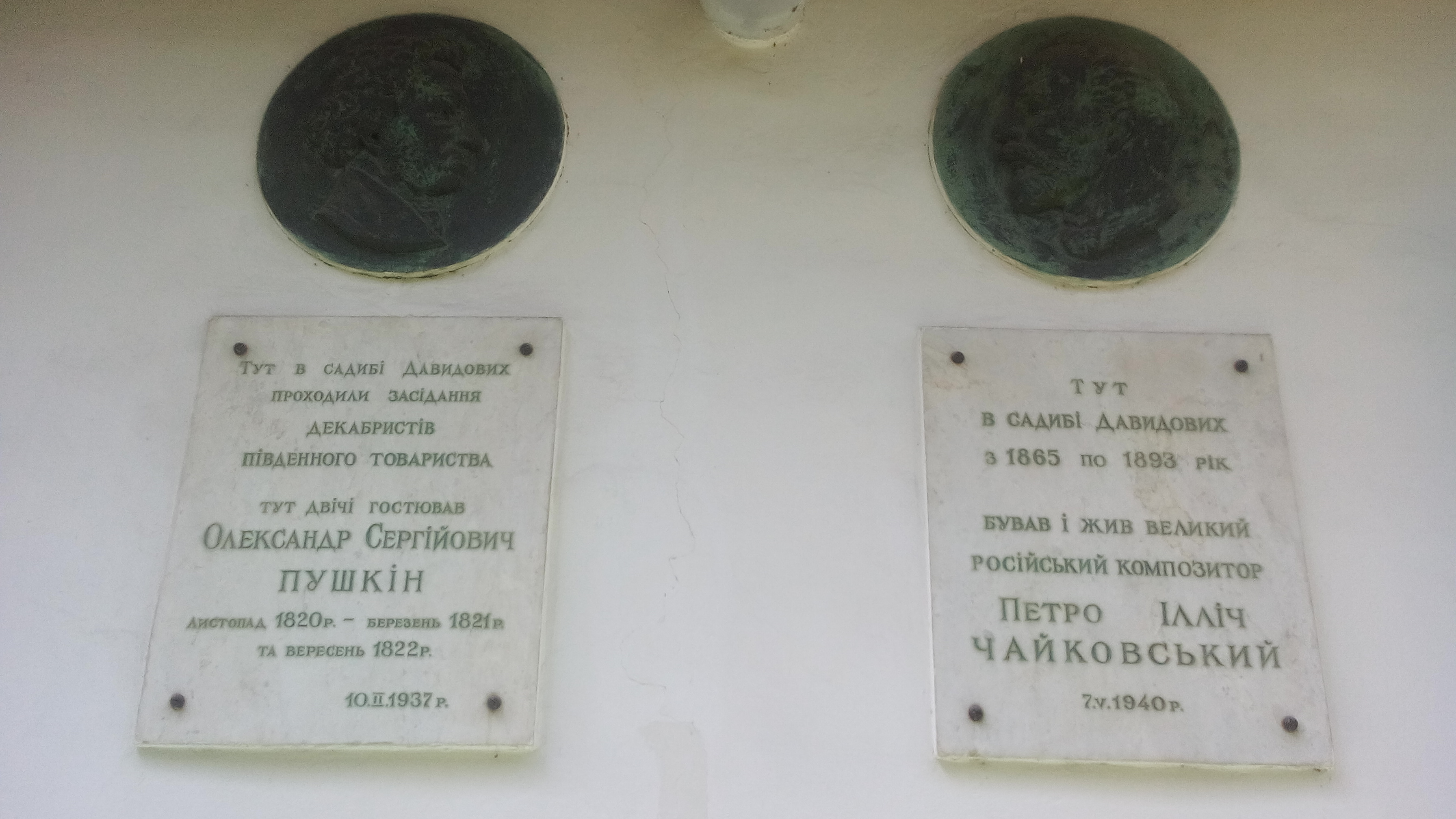
Пам'ятні таблиці О. С. Пушкіну та П. І. Чайковському на будинку-садибі Давидових (Зелений будинок)
Покровська економія («Радгосп»)
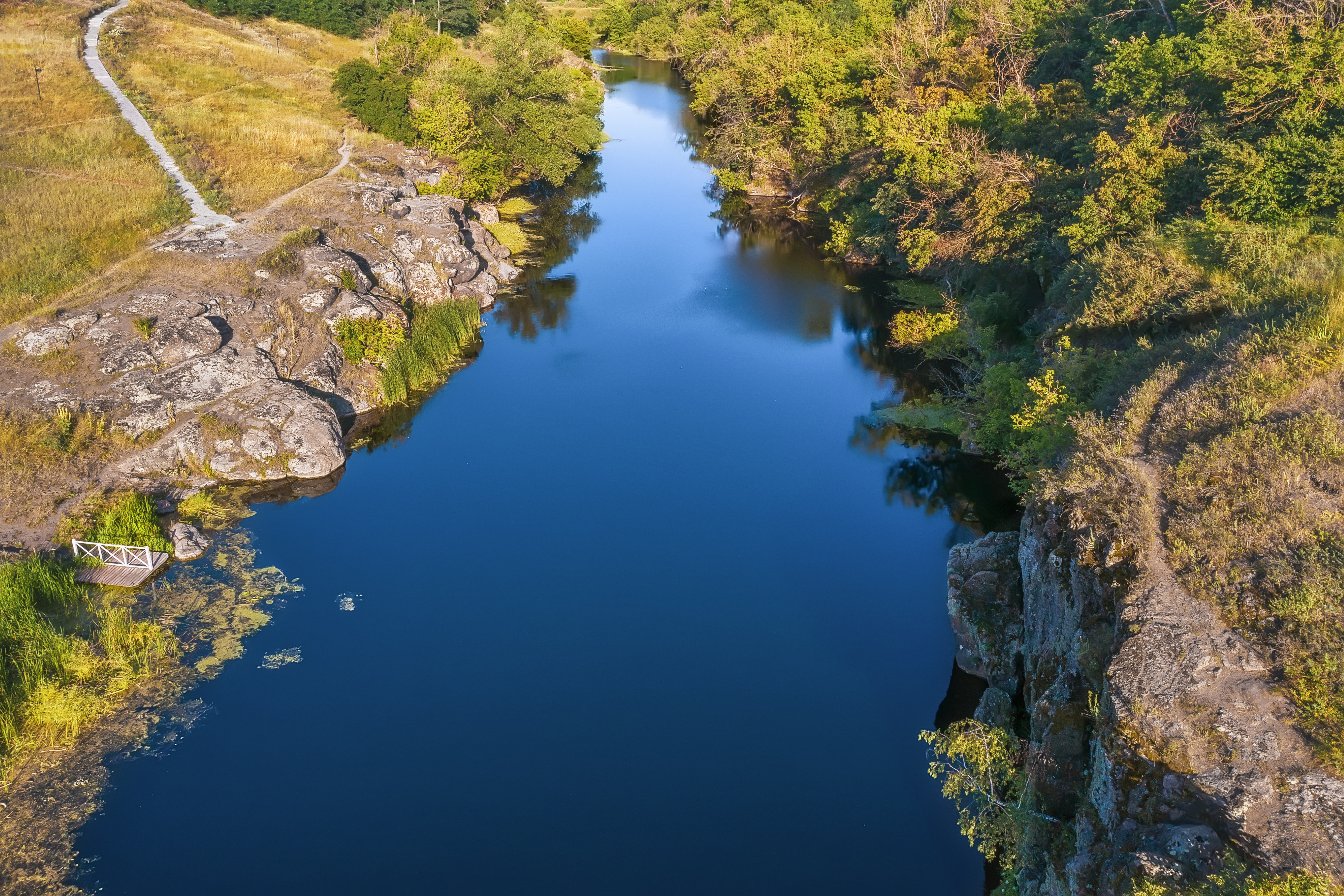
Тясминський каньйон
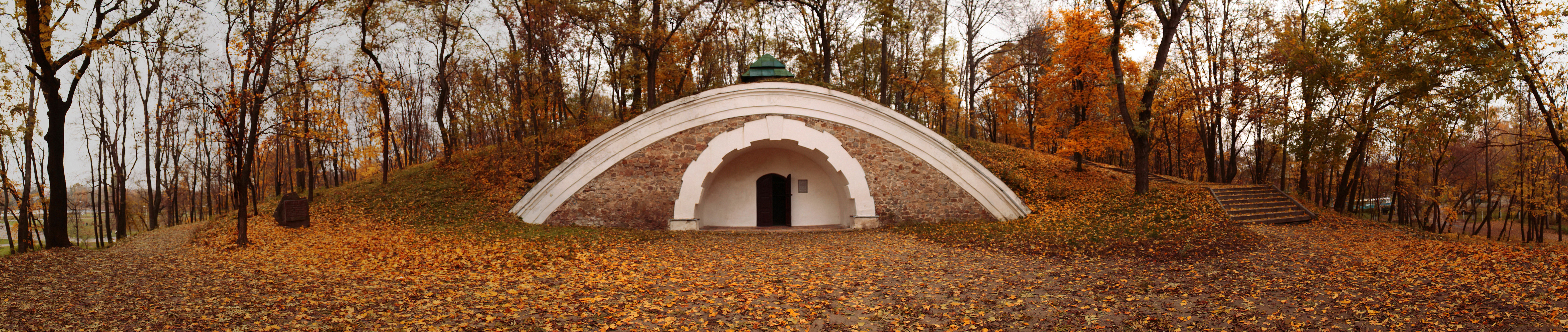
Грот Декабристів
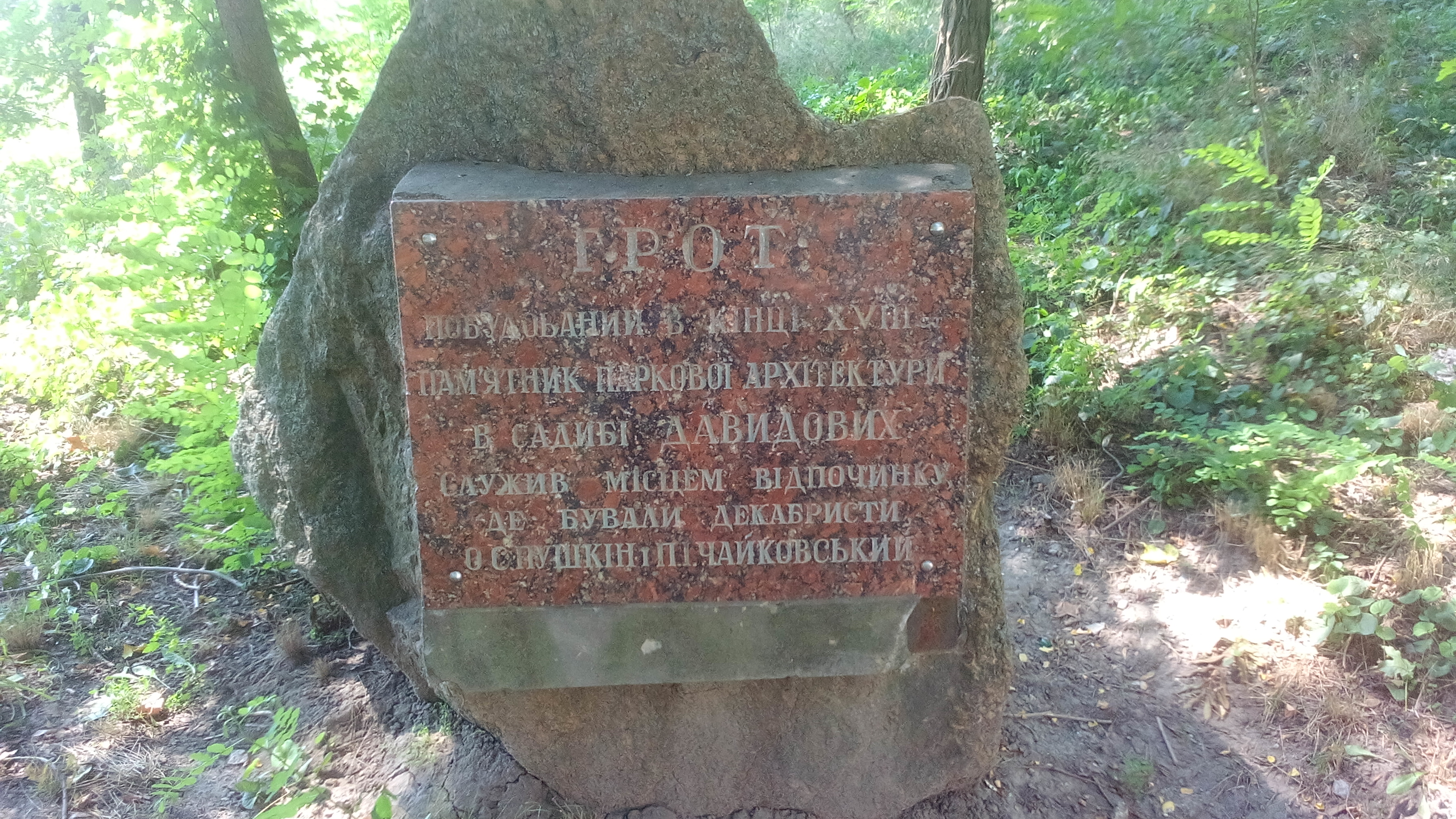
Пам'ятний камінь біля Гроту Декабристів (Парк Декабристів)
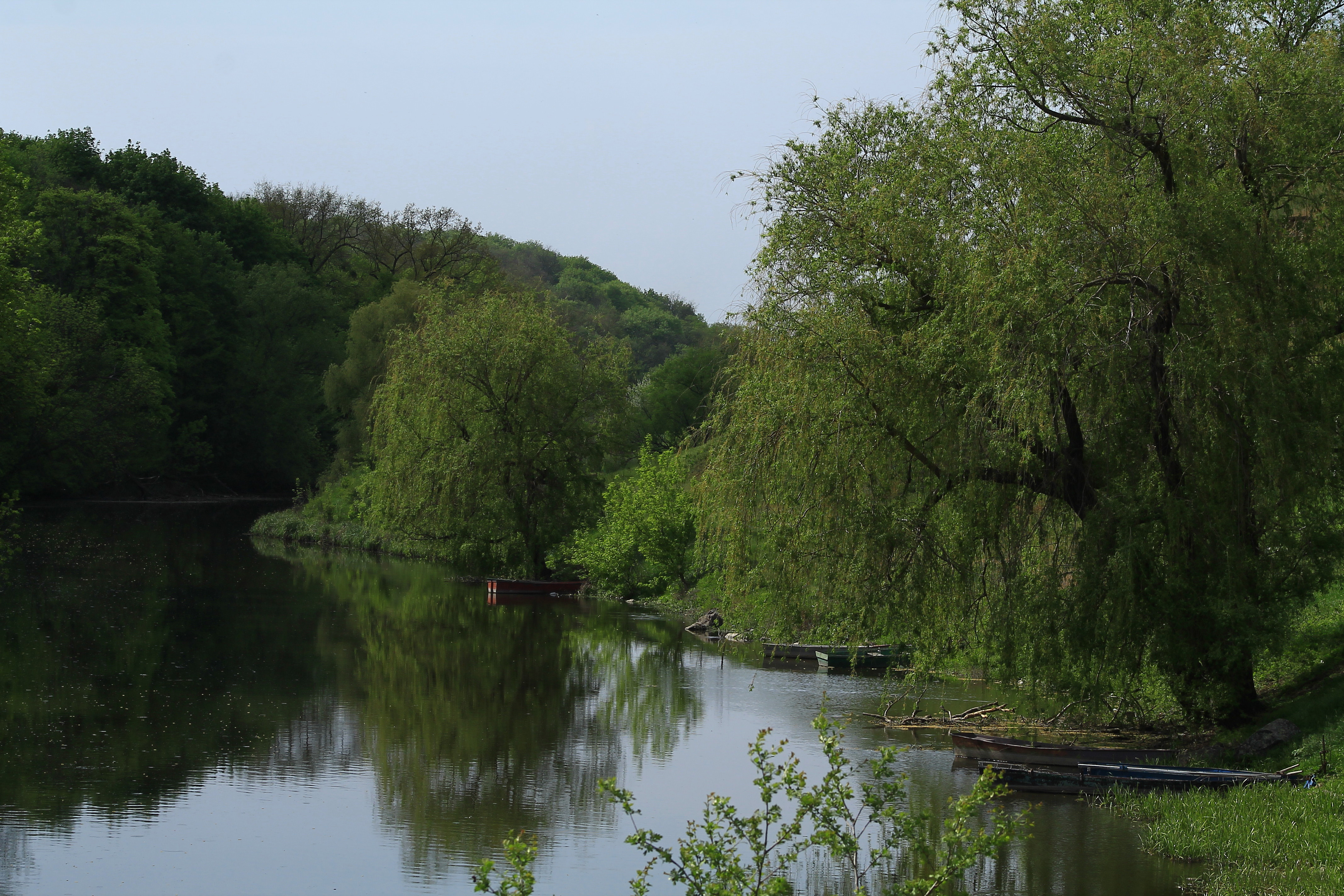
Річка Тясмин
Пушкінська скеля
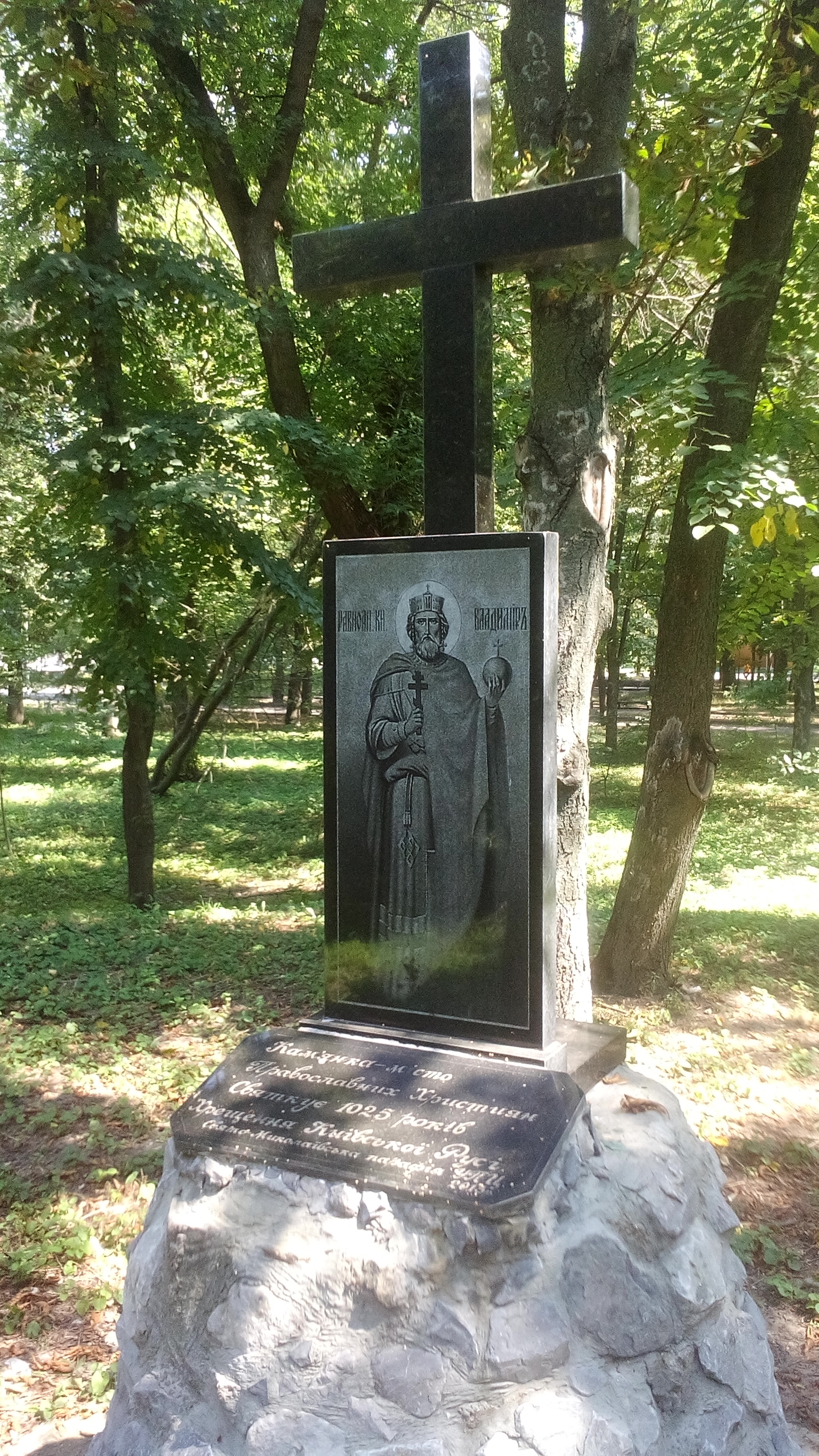
Пам'ятник 1025-ї річниці Хрещення Русі (2013 р., Парк Декабристів)
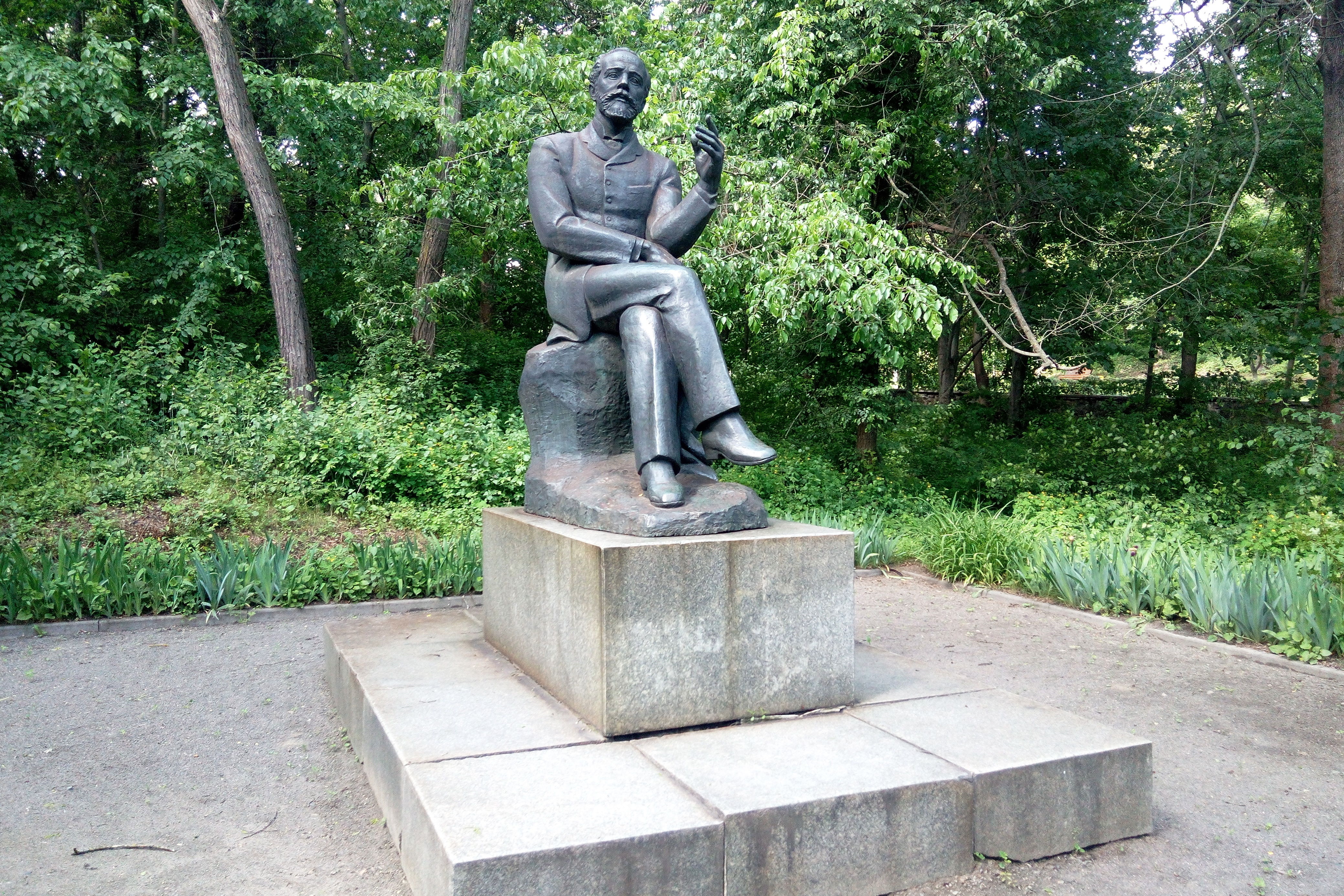
Пам'ятник П. І. Чайковському
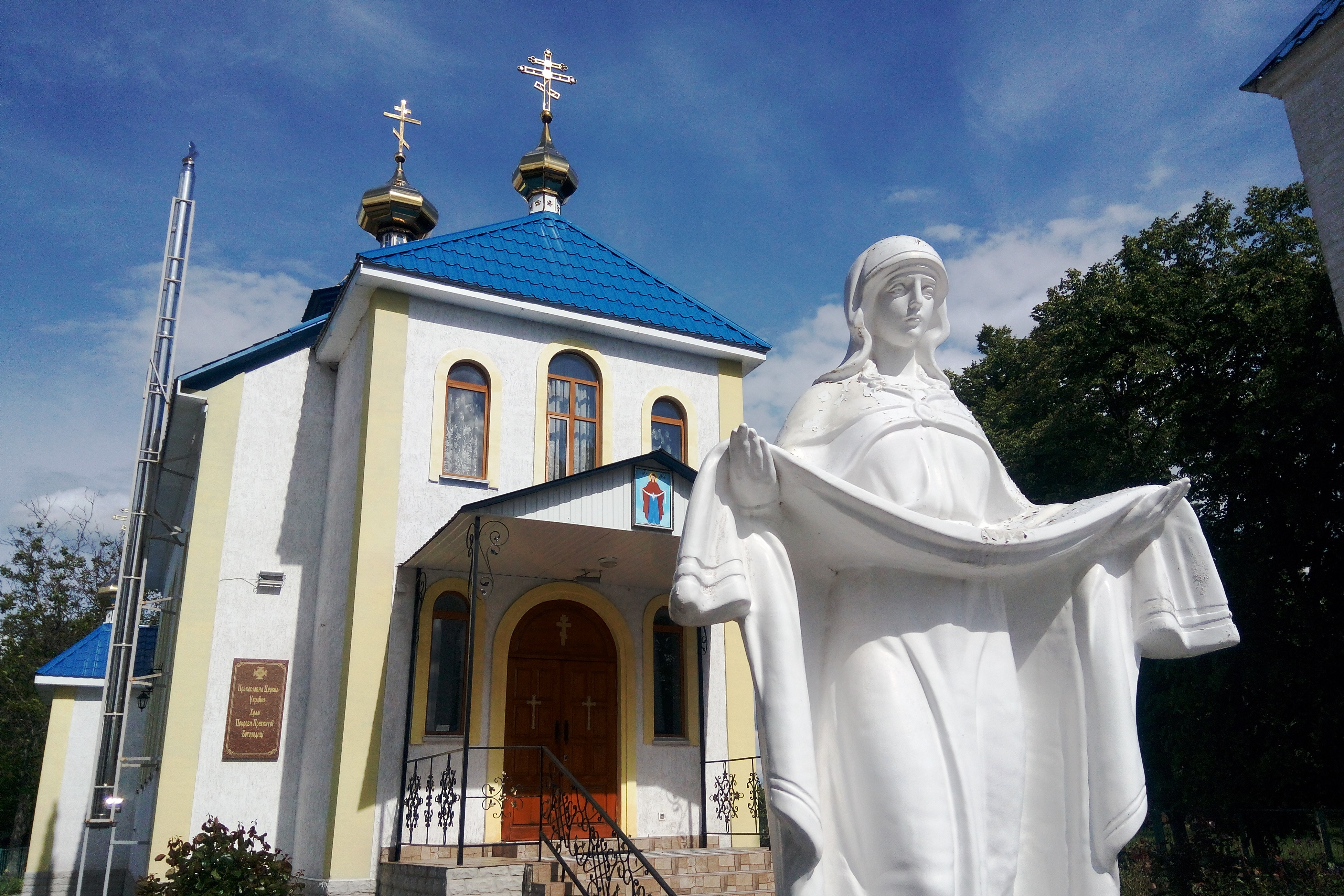
Церква Покрови Пресвятої Богородиці
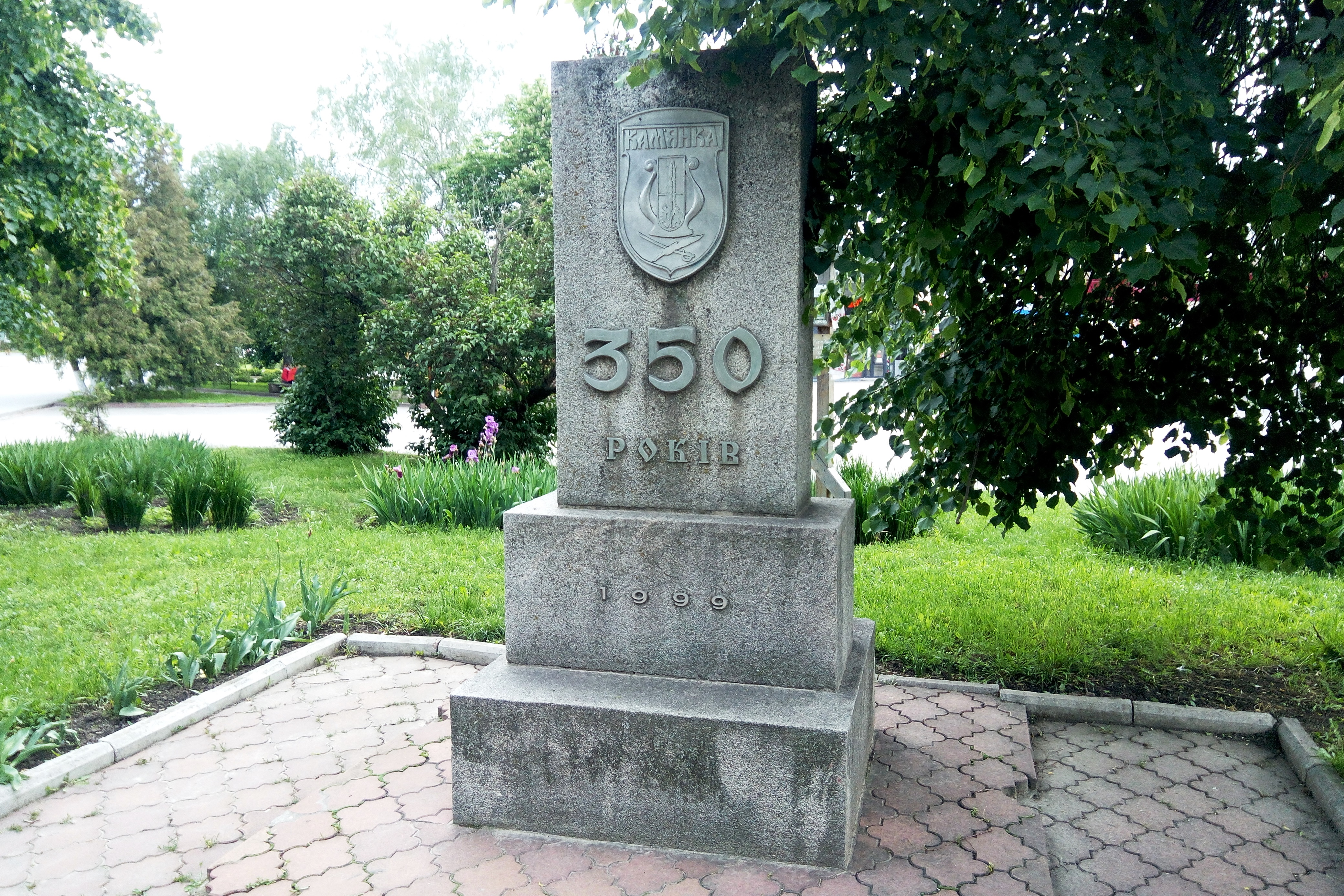
Пам'ятний знак «350 років Кам'янці» (1999)
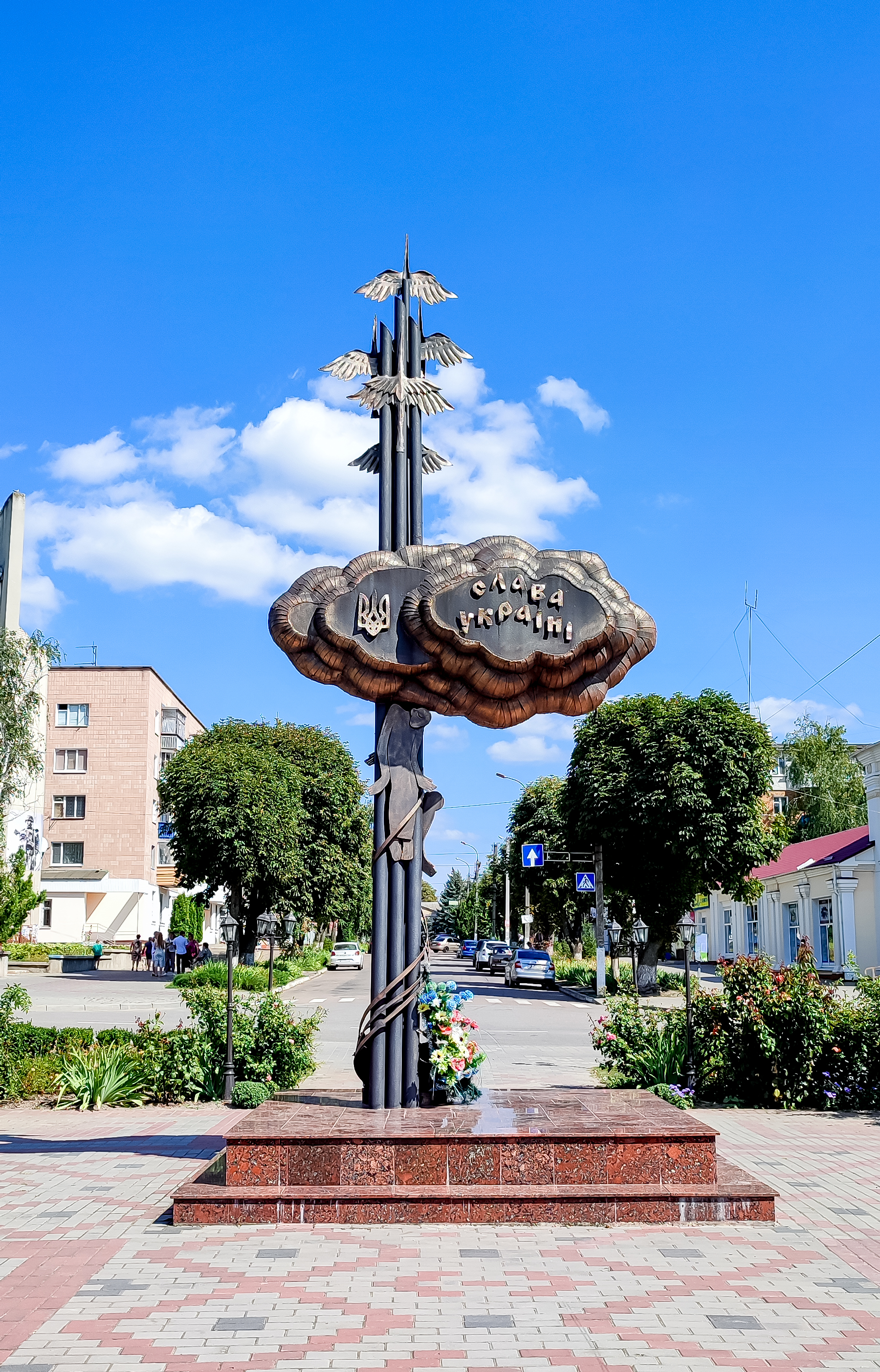
Меморіал пам'яті Героїв Небесної Сотні